# Binghamichthys
Binghamichthys is een geslacht van straalvinnige vissen uit de familie van gladkopvissen (Alepocephalidae).